# Augustkrise (1941)

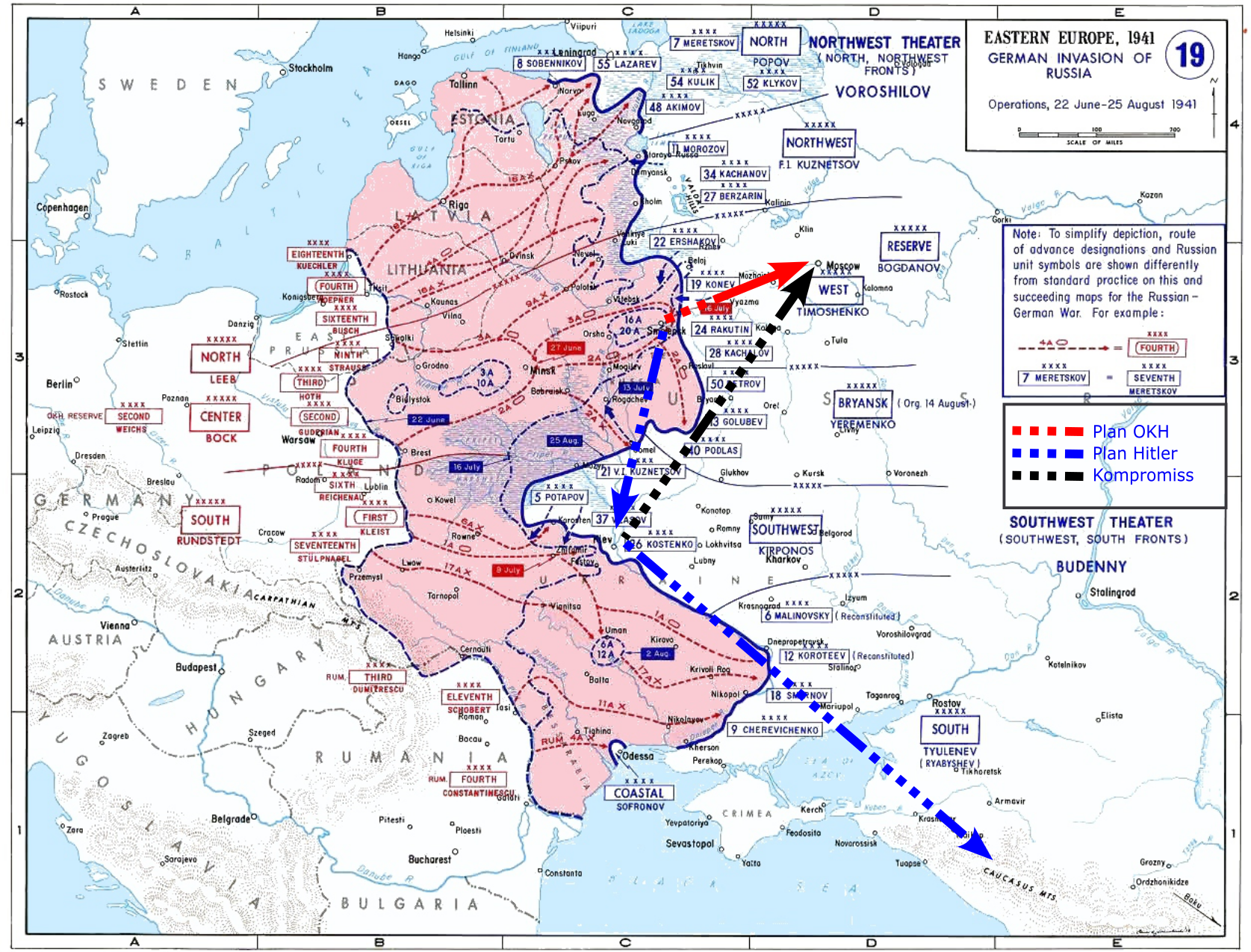
Frontverlauf im August 1941. Deutlich zu sehen der Frontvorsprung bei Kiew, den Hitler abkneifen wollte, sowie die umgesetzte Kompromisslösung im Vergleich.

Die Augustkrise war eine Führungskrise in den obersten Kommandobehörden der Wehrmacht im Juli/August 1941 im Deutsch-Sowjetischen Krieg.
Als sich das Scheitern der Blitzkriegskonzeption gegen die Sowjetunion abzeichnete, entstanden heftige Auseinandersetzungen über die weitere Kriegsführung. Während das Oberkommando des Heeres (OKH) weiter nach Osten vorstoßen wollte, um nach klassischer Lehre das feindliche Heer zu vernichten und dessen Hauptstadt Moskau einzunehmen, wollte Adolf Hitler den Schwerpunkt nach Süden legen, um das Kohle- und Industriegebiet im Donezbecken und die Erdölquellen in Baku zu erobern und so den Krieg wirtschaftlich zu entscheiden.
Am Ende setzte Hitler eine Kompromisslösung durch, bei der die beiden Panzergruppen der Heeresgruppe Mitte zunächst nach Norden in Richtung Leningrad und nach Süden in Richtung Kiew zur Bereinigung der Flanken eindrehten, um dann in der Doppelschlacht bei Wjasma und Brjansk wieder auf Moskau vorzustoßen. Dies führte zur Kesselschlacht bei Kiew, in der große Teile der Roten Armee eingekreist werden konnten, verursachte aber, dass der Vorstoß nach Moskau in den Herbst und Winter geriet und zu einer katastrophalen (strategischen) Niederlage wurde. Nach dem Krieg machten ehemalige deutsche Generäle Hitlers Entscheidung verantwortlich für die Niederlage im Krieg gegen die Sowjetunion.

## Plan
Ursprüngliche Absicht der deutschen Planer des Unternehmens Barbarossa war es, die Masse des sowjetischen Heeres westlich der Dnepr-Düna-Linie zu vernichten. Danach waren, laut der „Weisung Nr. 21 Fall Barbarossa“, „im Rahmen der Verfolgung“ die „Besitznahme des wehrwirtschaftlichen wichtigen Donezbeckens“ und das „schnelle Erreichen von Moskau“ vorgesehen. Eine Studie des OKH vom 20. Juni 1940 benannte Moskau lediglich als „eines der wichtigsten“ Hauptangriffsziele. Mit der „Besetzung bzw. Zerstörung“ Moskaus werde u. a. der sowjetische Führungsapparat lahmgelegt, aber eine Kriegsentscheidung „nicht herbei geführt“. Nach Erreichen der Dnepr-Düna-Linie sollte – wegen der „begrenzten Reichweite der Versorgung“ – die Masse der Verbände im August den Rückmarsch antreten und nur die motorisierten und die als Besatzungstruppen vorgesehenen Divisionen weiter vormarschieren. Hitler erwartete, dass, wenn die Rote Armee „einmal angeschlagen sei“, sie einem „noch größeren Zusammenbruch entgegengehe als Frankreich 1940“. Johannes Hürter konstatiert, dass diese Unterschätzung der Roten Armee auch bei den Militärs „grassierte“. Der General Günther Blumentritt war von der Möglichkeit eines entscheidenden Sieges innerhalb von 14 Tagen überzeugt. Generalstabschef Franz Halder schrieb an ihn in einem Privatbrief im April 1941, dass er Blumentritts Auffassung „vollkommen“ teile und „manches hart erkämpft“ werden müsse, dann aber der „totale Zusammenbruch“ des Gegners kommen werde. Auch der Generalstabsoffizier Hans Meier-Welcker notierte am 7. November 1941 in seinem Tagebuch, dass man sich beim Krieg gegen Russland dem „Trugschluß“ hingab, „die Sowjet-Union würde nach den ersten deutschen militärischen Erfolgen innerlich zusammenbrechen“. Von Walter Warlimont ist eine Aussage des Generals Alfred Jodl überliefert, der vor dem Angriff sagte:

„Der russische Koloß werde sich wie eine Schweinsblase erweisen, in die man nur hineinzustechen brauche, um sie zum Platzen zu bringen.“

## Situation
Laut Ihno Krumpelt wurde bereits in den „ersten Tagen“ des Feldzuges klar, dass die Sowjetunion kein tönerner Koloss war, da der sowjetische Soldat bis zum letzten Atemzug kämpfte und die Bevölkerung treu zu ihrer Führung stand. Die Heeresgruppe Mitte erreichte den Dnepr zwischen dem 3. und 9. Juli und die Heeresgruppe Süd am 10. Juli Kiew am Dnepr, ohne dass die Rote Armee vernichtet oder zusammengebrochen wäre; ganz im Gegenteil leistete sie heftigen Widerstand und führte, für die deutsche Seite überraschend, sogar Gegenangriffe. Lediglich die Heeresgruppe Mitte konnte mit ihren zwei Panzergruppen in der Kesselschlacht bei Minsk größere Verbände einkesseln, während die Heeresgruppe Nord und die Heeresgruppe Süd mit jeweils nur einer Panzergruppe den Gegner im Wesentlichen vor sich her trieben und hinter der Heeresgruppe Mitte zurückblieben. Damit war der Kerngedanke des „Plans Barbarossa“ gescheitert.
Darüber hinaus war die Panzerwaffe durch diese Kämpfe und den Verschleiß bereits stark dezimiert und abgekämpft. Der an den Kämpfen im Mittelabschnitt beteiligte General Rudolf Hofmann berichtet, dass trotz aller Erfolge das Vortreiben der Panzerkeile sich „nicht wie erwartet“ auswirkte. Der sowjetische Soldat kämpfte, auch wenn er eingeschlossen war, zäh weiter und verschaffte so seiner Führung Zeit, neue Kräfte heranzuführen. Diese tagelangen Kämpfe an zwei Fronten hatten die Kampfkraft der schnellen Verbände stark beeinträchtigt und unerwartete Ausfälle an Menschen und Panzern gekostet. Die Einsatzrichtlinien sahen eigentlich nach vier bis fünf Einsatztagen eine Ruhepause zur Wiederherstellung der Einsatzbereitschaft vor. Diese war im Zuge der Blitzkriegsstrategie nicht eingehalten worden. Die Panzerausfälle (Totalverluste und größere Reparaturfälle) betrugen am 13. Juli bereits 50 %. Am 22. August 1941 meldete die Heeresgruppe Mitte, dass die Panzerverbände in einem „derartig hohem Maße abgekämpft und verbraucht“ sind, „daß an einen operativen Einsatz ihrer Masse vor einer totalen Auffrischung nicht zu denken ist.“ Joseph Goebbels notierte am 19. August 1941 in sein Tagebuch:

„Der Führer gibt mir eine ausführliche Darlegung der militärischen Lage. In den vergangenen Wochen hat es manchmal sehr kritisch gestanden. Wir haben offenbar die sowjetische Stoßkraft und vor allem die Ausrüstung der Sowjetarmeen gänzlich unterschätzt. [...] Der Führer ist innerlich über sich sehr ungehalten, daß er sich durch die Berichte aus der Sowjetunion so über das Potential der Bolschewiken hat täuschen lassen. Vor allem seine Unterschätzung der feindlichen Panzer- und Luftwaffe hat uns in unseren militärischen Operationen ausserordentlich viel zu schaffen gemacht. Er hat darunter sehr gelitten. Es handelte sich um eine schwere Krise.“

Nach Rainer F. Schmidt hatte man alles auf eine Karte gesetzt, alles auf den ersten Stoß, der die Rote Armee westlich der Linie Dnjepr-Düna einkesseln sollte. Man hatte nicht nur keine besondere Kriegs- und Nachschubstrategie, sondern auch keinerlei Planung wie man langfristig verfahren sollte, wenn das Konzept scheitern sollte. Die angespannte Eisenbahntransportlage im mittleren Frontabschnitt reichte nicht, um den laufenden Verbrauch zu decken, geschweige denn für die unabdingbare Vorratsbildung einer größeren Angriffsoperation.

## Streit

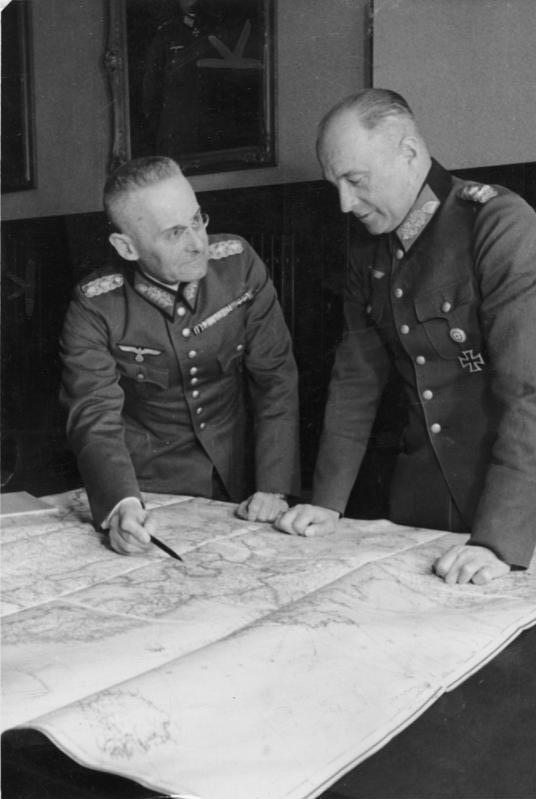
Die Chefs des OKH Walther von Brauchitsch (r.) und Franz Halder, die für einen schnellen Vorstoß auf Moskau eintraten

In der Weisung Nr. 33 und deren Ergänzung Nr. 33 a vom 19. Juli bzw. 23. Juli 1941 befahl Hitler, die Panzergruppe 2 nach Süden abzudrehen, um das Industriegebiet von Charkow zu nehmen und in den Kaukasus vorzustoßen. Moskau sollte mit Infanterie-Verbänden genommen werden. Die Panzergruppe 3 sollte nach Leningrad vorstoßen. Die Panzergruppe 4 sollte durch Material- und Personalabgaben an die Panzergruppe 3 diese wieder voll kampffähig machen und der Rest in die Heimat zurückgeführt werden. In der Weisung Nr. 34 vom 30. Juli wurden diese Ziele „vorerst zurückgestellt“ und die Panzergruppen 2 und 3 sollten für eine zehntägige Auffrischung aus der Front gezogen werden.
Das Oberkommando der Heeresgruppe Süd war der Auffassung, dass ohne die Beseitigung der vor ihr stehenden sowjetischen Kräfte unter dem Kommando von Semjon Michailowitsch Budjonny weder sie noch die Heeresgruppe Mitte ihre Operationsziele erreichen können. Im Kriegstagebuch der Heeresgruppe Süd wurde vermerkt:

„Wer Moskau will, muß Budjenny geschlagen haben!“

Am 10. August meldete die Heeresgruppe Süd, dass „die erschöpfte deutsche Infanterie nicht mehr zum Angriff befähigt“ sei und sie „daher die vorübergehende Einstellung des Angriffes auf Kiew angeordnet“ habe. Sie forderte die „baldige Einwirkung der H. Gr. Mitte aus dem Raum um Gomel“.
Am 12. August 1941 erfolgte die Ergänzung zur Weisung Nr. 34. Sie bestimmte, dass nach Bereinigung der Flanken auf beiden Seiten die Heeresgruppe Mitte das „Staats-, Rüstungs- und Verkehrszentrum um Moskau“ einnehmen sollte und die Heeresgruppe Süd die Krim und das Donezgebiet. Diese Weisung stellte laut dem Historiker David M. Glantz einen Kompromiss dar.
In einer „Beurteilung der Ostlage“ des Wehrmachtsführungstabes des OKW vom 18. August 1941 wurden die Heeresgruppe Nord und Süd als stark genug beurteilt, um ihre „Aufgabe aus eigener Kraft“ zu erfüllen und daher die Heeresgruppe Mitte den „entscheidenden Stoß auf Moskau“ führen könne. Der Operationsvorschlag des Oberbefehlshabers des Heeres Walther von Brauchitsch vom 18. August 1941 plädierte für eine sofortige Operation Richtung Moskau da u. a. „aus Witterungsgründen nur noch der September/Oktober zur Verfügung“ stehe und die „Leistungsfähigkeit der Schnellen Verbände“ nur noch Operationen über „begrenzte Entfernungen und mit verminderter Gefechtskraft zu[lasse]“; darum müsse ihr Einsatz auf „die eine entscheidende Operation“ beschränkt werden.
Am 21. August erließ Hitler einen Befehl an den Oberbefehlshabers des Heeres, in dem es hieß:

„Das wichtigste noch vor Einbruch des Winters zu erreichende Ziel ist nicht die Einnahme von Moskau, sondern die Wegnahme der Krim, des Industrie- und Kohlengebiets am Donez und die Abschnürung der russischen Ölzufuhr aus dem Kaukasusraum, im Norden die Abschließung Leningrads und die Vereinigung mit den Finnen.“

In einer Studie vom 22. August 1941 bezeichnete Hitler „die Vernichtung bzw. Wegnahme lebenswichtiger Rohstoffquellen“ als noch entscheidender „als die Besetzung oder Zerstörung industrieller Verarbeitungsstätten“. Industriebetriebe könnten in verhältnismäßig kurzer Zeit wieder aufgebaut werden. Auch das Ausland könne „Maschinen und Fabrikeinrichtungen in einem gewissen Ausmaß“ liefern. „Der Versuch eines Ersatzes von Kohle, Öl, Eisen usw. durch Import“ sei aber gänzlich aussichtslos.
Am 23. August flog Heinz Guderian in Hitlers Hauptquartier in Ostpreußen, um ihn umzustimmen. Er argumentierte damit, dass Moskau die „Verkehrs- und Nachrichtenzentrale“, der „politische Mittelpunkt“ und ein „wichtiges Industriegebiet“ sei, dessen Fall einen „ungeheueren moralischen Eindruck auf das russische Volk, aber auch auf die übrige Welt machen müsse“. Er wies auf die „Stimmung der Truppe“ hin, die „nichts anderes erwarte, als den Vormarsch auf Moskau“ und den „Verschleiß von Kraft und Gerät“, wenn die Strecke Roslawl-Lochwiza von 450 km doppelt zurückgelegt werden müsse, sowie den Zeitverlust, der den letzten Schlag auf Moskau verhindern könne.
Hitler ließ Guderian ausreden und setzte dann zu einer eingehenden Darlegung an. Er argumentierte, dass „die Rohstoffe und die Ernährungsbasis der Ukraine“ lebensnotwendig sei für die Fortsetzung des Krieges. Die Krim müsse als „Flugzeugträger der Sowjetunion“ gegen die rumänischen Ölfelder ausgeschaltet werden. (Siehe: Sowjetische Luftangriffe auf Ploiești) Dabei äußerte Hitler den oft zitierten Satz:

„Meine Generäle verstehen nichts von Kriegswirtschaft.“

Laut Guderian hätten alle Anwesenden, u. a. Keitel, Jodl und Schmundt zu jedem Satz von Hitler genickt und er habe mit seiner Ansicht allein dagestanden.
Ein entscheidendes Problem wären die immer länger werdenden Flanken gewesen. Der Oberbefehlshaber der 2. Armee, Maximilian von Weichs, befürworte nachdrücklich das Abschwenken seines Verbandes, um die gefährliche offene Flanke, die bereits durch das Zurückbleiben der Heeresgruppe Süd entstanden war, zu schließen. Laut General Hermann Hoth hätte ein Angriff auf Moskau auch den Verzicht auf die Einschließung Leningrads bedeutet. Jedes Vorgehen auf Moskau war durch die für Panzerverbände fast unzugänglichen Waldaihöhen flankiert. Die Heeresgruppe Nord war zu schwach, um gleichzeitig Leningrad einzuschließen und die Flanke gegen die Waldaihöhen zu decken.
Der Oberquartiermeister der Heeresgruppe Süd, General Friedrich Weinknecht, berichtet, dass erst Stopps wie die Kesselschlacht von Kiew den Aufbau weit vorgeschobener Versorgungsbezirke für den Nachschub erlaubten. Nach Ihno Krumpelt, der einen Stab leitete, der die Versorgung der Landstreitkräfte für das Unternehmen Barbarossa plante, wäre ein Vorstoß auf Moskau zum damaligen Zeitpunkt nur bei einer „radikalen Zusammenfassung aller Transportmittel“ der Ostfront bei der Heeresgruppe Mitte möglich gewesen.

## Entscheidung
Am 22. August erhielt der Oberbefehlshaber der Heeresgruppe Mitte, Fedor von Bock, den Befehl, die Panzergruppe 2 Guderians und die 2. Armee von Weichs’ nach Süden einzudrehen. Am 30. August schwenkte Hitler in einem persönlichen Gespräch mit von Brauchitsch auf die operative Grundidee des Generalstabes ein, die Entscheidung vor Moskau zu suchen. Am 25. August drehten die Panzergruppe 2 und die 2. Armee nach Süden ab. Am 1. September sandte das Oberkommando der Heeresgruppe Süd an das OKH eine Lagebeurteilung, in der sie forderte, dass die Panzergruppe 2 und die 2. Armee „nicht nur an die Desna, sondern über die Desna vorgeführt werden“ und sie die „Vernichtungsschlacht in der Ukraine“ als „von entscheidender Bedeutung für den Ausgang des ganzen Ostfeldzuges“ betrachte. Die Rote Armee versuchte durch heftige Flankenangriffe diesen Vorstoß zu verhindern; konnte aber nicht verhindern, dass sich am 15. September die Zange schloss und die sowjetischen Truppen im Frontvorsprung bei Kiew eingeschlossen wurden. Laut dem sowjetischen Generalstabsoffizier Kyrill D. Kalinow hatte der Oberbefehlshaber Budjonny den Auftrag, um jeden Preis Kiew zu halten, damit die ukrainischen Industriegebiete geräumt werden konnten. Daher sei der Rückzugsbefehl erst in letzter Minute am 10. September erfolgt.
Erst am 30. September begann der Vorstoß auf Moskau, was einen Zeitverlust von fast zwei Monaten bedeutete.
Die Panzergruppe 1 blieb bei der Heeresgruppe Süd, die weiter auf Rostow vorstieß. Der Kommandeur der 18. Panzerdivision, Walther Nehring, hielt die „Verschiebung“ der Panzergruppe 1 hinter den rechten Flügel der Panzergruppe 2, um einen echten „Panzerschwerpunkt“ zu bilden, für „marschtechnisch möglich“. Kalinow gibt die Ansicht des Generals Konstantin K. Rokossowski wieder, dass der „Hauptfehler“ der Wehrmacht im Herbst 1941 war, gleichzeitig „zwei Offensiven“ zu ergreifen, „eine gegen Moskau und die andere gegen Rostow“.
Am 17. September 1941 äußerte Hitler im Führerhauptquartier, dass die „Einkesselung mit einer Tangente von zunächst mehr als 1000 Kilometer“ von manchen für unmöglich gehalten worden sei und dass er schon seine „ganze Autorität“ aufbieten musste, sie durchzusetzen. Bei der Sommeroffensive 1942 konnte sich hingegen Hitler, nachdem er Brauchitsch in der Krise vor Moskau entlassen und selbst den Oberbefehl des Heeres übernommen hatte, mit seinen wirtschaftsstrategischen Vorstellungen vollständig durchsetzen. Joseph Goebbels notierte dazu am 2. Oktober 1942 in seinem Tagebuch:

„Er legt noch einmal dar, daß die militärischen Aktionen des vergangenen Jahres nicht planmäßig verlaufen seien. Sein Plan wäre ein anderer gewesen. Er habe gar nicht auf Moskau, sondern auf den Kaukasus vorstoßen wollen. Moskau sei für uns verhältnismäßig uninteressant. Interessant und ausschlaggebend seien die wirtschaftlichen Grundlagen der Sowjetunion, die zweifellos am Don, am Kuban, an der Wolga und im Kaukasus zu suchen seien. Brauchitsch war derjenige, der diesen Plan durchkreuzt hat und damit dem Ostfeldzug überhaupt eine ganz andere als die vom Führer gewünschte Richtung gab. In diesem Jahr, so erklärt der Führer, werde im großen und ganzen sein operativer und strategischer Plan militärisch durchgeführt.“

Wilhelm Keitel berichtet, dass Hitler noch sehr oft von den ungehorsamen, eigenwilligen Generälen sprach, die ihm das „Konzept verdorben“ hätten.

## Bedeutung des Donezbeckens

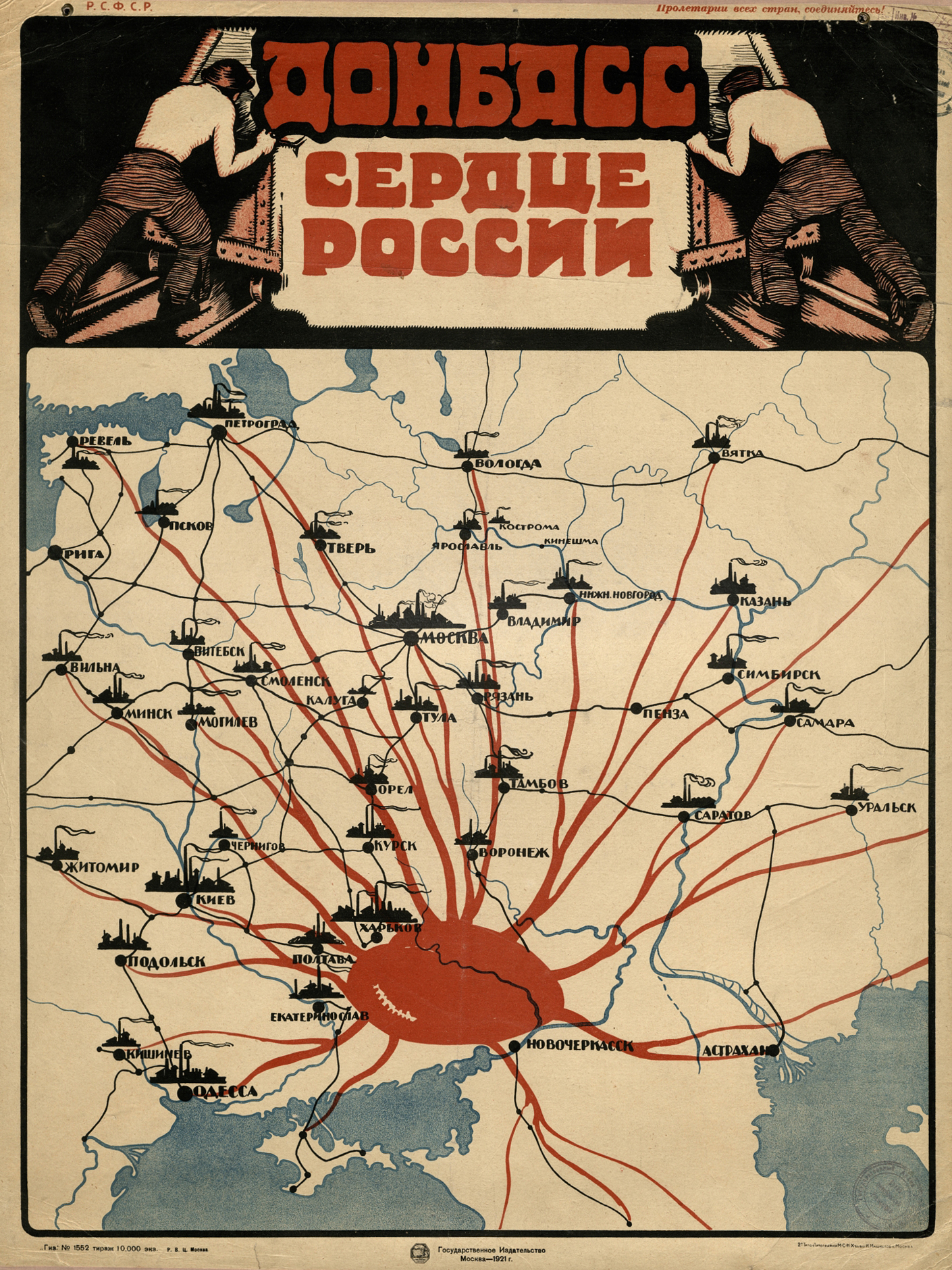
Ein Poster von 1921 preist das Donezbecken als das Herz (Sowjet-)Russlands

Kohle war ein starker Engpass der deutschen Kriegswirtschaft. Jeder Wirtschaftszweig und Betrieb kämpfte um Kohlezuteilungen. Um die Zuteilung des Hausbrandes für die Bevölkerung gab es heftige Auseinandersetzungen. Der notwendige Kohleexport ins besetzte Europa konnte nur zu 60 % erfüllt werden. Auch die besetzten Ostgebiete mussten aus dem Reich versorgt werden. Für die Versorgung der Ostfront wurden für den Eigenverbrauch der Eisenbahn an Kohlen 40 % des Zugraumes gebraucht. Für die Sommeroffensive 1942 stieg dieser Anteil sogar auf 60 %. Deshalb ordnete Hitler in einem Erlass vom 28. Juni 1942 einen beschleunigten Wiederaufbau der Kohleförderung im Donezgebiet an.
Der Wiederaufbau stockte durch die gründlichen Zerstörungen durch Stalins Politik der verbrannten Erde.
Als die Förderung im Frühjahr 1943 langsam in Schwung kam, musste kurz danach das Donezgebiet geräumt werden und das mühsam Aufgebaute wieder vernichtet werden. In einer Lagebesprechung am 1. Februar 1943 äußerte Hitler, dass ohne das Donezbecken das „Programm der Rüstung hinfällig“ werde, das „Panzerprogramm“ (Adolf-Hitler-Panzerprogramm), das „Kanonenprogramm“ sowie das „Munitionsprogramm“. Nach einer Aufzeichnung für das Kriegstagebuch des Wehrmachtführungsstabes führten Rüstungsminister Albert Speer und der Vorsitzende der Reichsvereinigung Kohle, Paul Pleiger, bei einem Vortrag vor Hitler am 4. Februar 1943 aus „ohne das Donez-Becken, dessen jährliche Produktion 6 bis 7 Millionen t betrage“ „sei keine Steigerung der Rüstung“ möglich.
In einer Studie des Wehrwirtschafts- und Rüstungsamts „betreffs der wehrwirtschaftlichen Auswirkungen einer Operation im Osten“ vom März 1941 wurde der Anteil des Donezbeckens an der sowjetischen Kohleförderung mit 60 % eingestuft. General Erich von Manstein berichtet, dass Hitler davon ausging, dass die Sowjetunion trotz Verlust des Gebietes genügend Panzer und Munition herstellen konnte, weil sie große Vorräte an Stahl angelegt hätte.

## Bewertung
Als erster General machte Generalstabschef Franz Halder in seiner 1949 erschienenen Studie „Hitler als Feldherr“ Hitler für die Niederlage vor Moskau verantwortlich. Es sei gekommen „was kommen mußte“. Die schon vor der Schlacht um Kiew „stark strapazierten Motoren“ seien bei der Schlacht um Moskau „am Ende ihrer Kraft“ gewesen, dazu seien der Herbstschlamm und der ungewöhnliche frühe und ungewöhnlich harte Winter gekommen. Für den für Feindaufklärung zuständigen Ic der Heeresgruppe Mitte, Rudolf-Christoph von Gersdorff, war es „die am schwersten wiegende Fehlentscheidung Hitlers“, die „letztlich den Verlust des ganzen Krieges einleiten und begründen sollte“. Der General Carl Wagener entwickelte 1965 in seinem Buch Moskau 1941 auf acht Seiten ein Planspiel, bei dem Moskau am 15. September 1941 eingeschlossen wäre, die deutschen Truppen dann rechtzeitig winterfeste Stellungen bezogen hätten, um dann 1942 die besten Chancen zu haben, den Sieg zu vollenden. Er bezeichnet einen Kompromiss als das „schlimmste“ was es in der Strategie gibt. Für den General Lothar Rendulic stand es hingegen „zweifellos“ fest, dass Moskau „in der Winterschlacht wieder verlorengegangen“ wäre und die Winteroffensive der Roten Armee ohne die gewaltigen Verluste bei Kiew viel stärker gewesen wäre. Für ihn hatte die Nachkriegsdiskussion nicht das „Wesen der Sache“ erfasst. Der General Gerd Niepold glaubt nach 2½ Jahren Fronterfahrung im Kampf gegen die Sowjetunion sagen zu können, dass der sowjetische Widerstand durch die Einnahme Moskaus nicht gebrochen worden wäre. Für schwerwiegender hält er den permanenten Streit zwischen Hitler und den Generälen und das zu häufige Wechseln der Strategie durch Hitler.
General Kurt von Tippelskirch warf Hitler vor, dass er gegen den Satz von Carl von Clausewitz verstoßen habe, dass ein Angriff, „der nicht die Kühnheit hat, wie eine Pfeilspitze gegen das Herz des feindlichen Staates hineinzuschießen“, keinen Erfolg haben kann. Der sowjetische General und Militärtheoretiker Andrei I. Jerjomenko, der damals die direkt gegen Guderian kämpfende Brjansker Front leitete, wirft dagegen den deutschen Generälen bei ihrem Festhalten an den Lehren von Clausewitz’ vor, an „überholten Dogmen“ zu hängen und in „Kategorien der ersten Hälfte des vorigen Jahrhunderts“ zu denken. Zu Clausewitz’ Lebzeiten habe dieser Grundsatz zugetroffen, aber nicht mehr bei den modernen Massenarmeen, bei denen die gesamte Wirtschaft eines Landes auf deren Unterhalt ausgerichtet ist.
Der Historiker Ernst Klink urteilte, dass das „Hängenbleiben der Heeresgruppe Süd“ „die flankierende Umfassung des vor ihr liegenden Feindes durch die 2. Armee und 2. Panzerarmee unausweichlich“ machte. Außerdem hätte „Die Eroberung Moskaus“ „selbst im Falle der Besetzung einer rauchenden Trümmerstätte keinen Endsieg eingeleitet“.
Für Jürgen Förster spiegelt die „Härte dieser Auseinandersetzung“ „bereits die wachsende Erkenntnis wider, dass die Planungsgrundlagen fehlerhaft, der Blitzkrieg 1941 nicht mehr zu gewinnen war und die Wehrmacht 1942 zu einem weiteren Feldzug gezwungen sein würde.“ Christian Hartmann hält die Bedeutung und die Folgen, die die Militärs dieser Auseinandersetzung beimessen, für „weit überbewertet“. Gerade im Fall Halder lasse sich der „psychologisch recht aufschlußreiche“ Vorgang konstatieren, dass dem Streit die allmähliche Einsicht der offenkundigen Fehleinschätzung des sowjetischen Militärpotentials voranging und er – zur Selbstkritik unfähig – die Verantwortung immer mehr auf Hitler abwälzte. Laut Stephen G. Fritz widerlegt das endlose Diskutieren von Hitler mit Halder den Mythos von der absoluten Herrschaft Hitlers. Für Ian Kershaw lässt sich dagegen das „stark eingeschränkte Zugeständnis“ Hitlers an seine Generäle bei der Weisung Nr. 34 vom 12. August möglicherweise auf eine „Durchfallerkrankung“ zurückführen, an der Hitler in der ersten Augustwoche litt. Für den DDR-Historiker Hans Busse waren beide Pläne irreal, denn die Überlegenheit der sozialistischen Gesellschaftsordnung mit ihrer völligen Übereinstimmung der Ziele zwischen Sowjetvolk, Sowjetarmee und Führung machte jeden Krieg gegen die Sowjetunion aussichtslos.